# Associazione Calcio Udinese 1953-1954
Questa voce raccoglie le informazioni riguardanti l'Associazione Calcio Udinese nelle competizioni ufficiali della stagione 1953-1954.

## Rosa
| N. |                   | Ruolo | Calciatore        |
| -- | ----------------- | ----- | ----------------- |
|    | Italia (bandiera) | P     | Livio Puccioni    |
|    | Italia (bandiera) | P     | Giovanni Romano   |
|    | Italia (bandiera) | D     | Luigi Zorzi       |
|    | Italia (bandiera) | D     | Renato Toso       |
|    | Italia (bandiera) | D     | Cesare Zamboni    |
|    | Italia (bandiera) | C     | Enzo Menegotti    |
|    | Italia (bandiera) | C     | Rodolfo Beltrandi |
|    | Italia (bandiera) | C     | Gianni Invernizzi |
|    | Italia (bandiera) | C     | Ludovico Tubaro   |
|    | Italia (bandiera) | C     | Giosuè Stucchi    |

| N. |                      | Ruolo | Calciatore       |
| -- | -------------------- | ----- | ---------------- |
|    | Italia (bandiera)    | C     | Alberto Orzan    |
|    | Italia (bandiera)    | C     | Cirano Snidero   |
|    | Ungheria (bandiera)  | A     | László Szőke     |
|    | Danimarca (bandiera) | A     | Johannes Pløger  |
|    | Italia (bandiera)    | A     | Giuseppe Virgili |
|    | Italia (bandiera)    | A     | Ercole Castaldo  |
|    | Italia (bandiera)    | A     | Bruno Mozzambani |
|    | Italia (bandiera)    | A     | Gianni Sandri    |
|    | Italia (bandiera)    | A     | Sergio Mazzocco  |

## Risultati

### Serie A

#### Girone di andata
| Arbitro: | Liverani (Torino) |

|                           |           |                                |
| Virgili 50’ Beltrandi 52’ | Marcatori | 42’ J. L. Sørensen 68’ Nordahl |

| Arbitro: | Scaramella (Roma) |

|                                           |           |  |
| Di Maso 35’, 41’ Martegani 38’ 65’ (rig.) | Marcatori |  |

| Arbitro: | Valsecchi (Milano) |

|                             |           |  |
| Bronée 63’, 79’ Renosto 85’ | Marcatori |  |

| Arbitro: | Scaramella (Roma) |

|               |           |               |
| Menegotti 16’ | Marcatori | 5’, 40’ Conti |

| Novara 11 ottobre 1953 5ª giornata | Novara             | 0 – 0 | Udinese | Stadio Comunale\| Arbitro: \| Campanati (Milano) \| |
| Arbitro:                           | Campanati (Milano) |       |         |                                                     |

| Arbitro: | Righi (Milano) |

|                                    |           |                        |
| Beltrandi 1’, 70’ Virgili 10’, 51’ | Marcatori | 5’ Ispiro 60’ Rossetti |

| Arbitro: | Campanati (Milano) |

|           |           |           |
| Szőke 15’ | Marcatori | 75’ Ekner |

| Arbitro: | Coppa (Como) |

|             |           |  |
| Ricagni 41’ | Marcatori |  |

| Arbitro: | Bernardi (Bologna) |

|                      |           |             |
| Antonazzi 72’ (aut.) | Marcatori | 1’ Bredesen |

| Arbitro: | Guarnaschelli (Pavia) |

|                       |           |              |
| Amadei 15’ 21’ (rig.) | Marcatori | 54’ Castaldo |

| Arbitro: | Scaramella (Roma) |

|                       |           |                |
| Pløger 9’ Virgili 57’ | Marcatori | 82’, 84’ Nuoto |

| Arbitro: | Marchese (Napoli) |

|  |           |                     |
|  | Marcatori | 3’ Pløger 48’ Szőke |

| Arbitro: | Liverani (Torino) |

|                                       |           |                                   |
| Szőke 19’ Beltrandi 61’ Menegotti 76’ | Marcatori | 24’ (aut.) Beltrandi 30’ Cappello |

| Legnano 27 dicembre 1953 14ª giornata | Legnano            | 0 – 0 | Udinese | Stadio di via Carlo Pisacane\| Arbitro: \| Bernardi (Bologna) \| |
| Arbitro:                              | Bernardi (Bologna) |       |         |                                                                  |

| Arbitro: | Grandville (Roma) |

|                                            |           |               |
| R. N. Larsen 29’, 34’ Carapallese 70’, 85’ | Marcatori | 54’ Menegotti |

| Arbitro: | Orlandini (Roma) |

|             |           |                      |
| Virgili 44’ | Marcatori | 6’ Gratton 29’ Bacci |

| Arbitro: | Massai (Pisa) |

|           |           |  |
| Buhtz 60’ | Marcatori |  |

#### Girone di ritorno
| Arbitro: | Corallo (Lecce) |

|                                |           |               |
| J. L. Sørensen 63’ Nordahl 71’ | Marcatori | 70’ Beltrandi |

| Arbitro: | Coppa (Como) |

|             |           |  |
| Virgili 29’ | Marcatori |  |

| Arbitro: | Liverani (Torino) |

|                            |           |             |
| Castaldo 57’ Beltrandi 76’ | Marcatori | 42’ Renosto |

| Arbitro: | Valsecchi (Milano) |

|           |           |             |
| Gotti 88’ | Marcatori | 12’ Virgili |

| Arbitro: | Campanati (Milano) |

|                   |           |              |
| Molina 85’ (aut.) | Marcatori | 44’ Miglioli |

| Arbitro: | Bernardi (Bologna) |

|                            |           |              |
| Curti 9’ (rig.) Secchi 28’ | Marcatori | 34’ Castaldo |

| Arbitro: | Orlandini (Roma) |

|                            |           |               |
| Bülent 9’ Fontanesi II 52’ | Marcatori | 87’ Menegotti |

| Arbitro: | Jonni (Macerata) |

|  |           |                         |
|  | Marcatori | 42’ Manente 51’ Ricagni |

| Arbitro: | Marchetti (Milano) |

|  |           |              |
|  | Marcatori | 29’ Castaldo |

| Arbitro: | Corallo (Lecce) |

|                            |           |                                          |
| Virgili 4’, 35’ Pløger 75’ | Marcatori | 23’ Vitali 40’ (aut.) Stucchi 62’ Cassin |

| Arbitro: | Liverani (Torino) |

|                                                             |           |  |
| Corsini 4’ Bassetto 38’, 71’ Rasmussen 47’, 84’ Brugola 68’ | Marcatori |  |

| Arbitro: | Jonni (Macerata) |

|  |           |                         |
|  | Marcatori | 60’ Lorenzi 68’ Fattori |

| Arbitro: | Campanati (Milano) |

|                                         |           |            |
| Cappello 12’, 47’ (rig.) Cervellati 68’ | Marcatori | 54’ Pløger |

| Arbitro: | Massai (Pisa) |

|              |           |                               |
| Castaldo 85’ | Marcatori | 36’ (rig.) Sassi 70’ Manzardo |

| Arbitro: | Bernardi (Bologna) |

|                                           |           |                     |
| Zorzi 30’ (rig.) 86’ (rig.) Menegotti 47’ | Marcatori | 6’ (rig.) Dal Monte |

| Firenze 23 maggio 1954 33ª giornata | Fiorentina         | 0 – 0 | Udinese | Stadio Comunale\| Arbitro: \| Marchetti (Milano) \| |
| Arbitro:                            | Marchetti (Milano) |       |         |                                                     |

| Arbitro: | Scaramella (Roma) |

|                             |           |  |
| Szőke 31’, 33’ Castaldo 87’ | Marcatori |  |

#### Spareggi salvezza
| Arbitro: | Liverani (Torino) |

|                           |           |  |
| Virgili 18’ Menegotti 31’ | Marcatori |  |

| Arbitro: | Massai (Pisa) |

|           |           |               |
| Zorzi 63’ | Marcatori | 58’ Cavazzuti |

## Statistiche

### Statistiche dei giocatori
Fonte:
| Giocatore     | Serie B  | Serie B | Spareggi | Spareggi | Totale   | Totale |
| Giocatore     | Presenze | Reti    | Presenze | Reti     | Presenze | Reti   |
| ------------- | -------- | ------- | -------- | -------- | -------- | ------ |
| R. Beltrandi  | 32       | 6       | ?        | 0        | 32+      | 6      |
| E. Castaldo   | 26       | 6       | ?        | 0        | 26+      | 6      |
| G. Invernizzi | 26       | 0       | ?        | 0        | 26+      | 0      |
| S. Mazzocco   | 1        | 0       | ?        | 0        | 1+       | 0      |
| E. Menegotti  | 34       | 5       | ?        | 1        | 34+      | 6      |
| B. Mozzambani | 14       | 0       | ?        | 0        | 14+      | 0      |
| A. Orzan      | 13       | 0       | ?        | 0        | 13+      | 0      |
| J. Pløger     | 31       | 4       | ?        | 0        | 31+      | 4      |
| L. Puccioni   | 21       | -41     | ?        | 0        | 21+      | -41    |
| G. Romano     | 13       | -16     | ?        | 0        | 13+      | -16    |
| G. Sandri     | 1        | 0       | ?        | 0        | 1+       | 0      |
| C. Snidero    | 11       | 0       | ?        | 0        | 11+      | 0      |
| G. Stucchi    | 20       | 0       | ?        | 0        | 20+      | 0      |
| L. Szőke      | 21       | 5       | ?        | 0        | 21+      | 5      |
| R. Toso       | 28       | 0       | ?        | 0        | 28+      | 0      |
| L. Tubaro     | 21       | 0       | ?        | 0        | 21+      | 0      |
| G. Virgili    | 33       | 9       | ?        | 1        | 33+      | 10     |
| C. Zamboni    | 4        | 0       | ?        | 0        | 4+       | 0      |
| L. Zorzi      | 24       | 2       | ?        | 1        | 24+      | 3      |